# Bahnhof Kiryū
Der Bahnhof Kiryū (jap. 桐生駅 Kiryū-eki) ist ein Bahnhof auf der japanischen Insel Honshū. Er wird gemeinsam von den Bahngesellschaften JR East und Watarase Keikoku Tetsudō betrieben und befindet sich in der Präfektur Gunma auf dem Gebiet der Stadt Kiryū.

## Verbindungen
Kiryū ist ein Trennungsbahnhof an der Ryōmō-Linie von JR East, die Maebashi mit Oyama verbindet. Hier zweigt die Watarase-Keikoku-Linie ins Watarase-Tal ab. Auf der Ryōmō-Linie fahren Nahverkehrszüge zwischen Takasaki und Kiryū tagsüber zweimal stündlich, während der Hauptverkehrszeit bis zu dreimal je Stunde. Zwischen Kiryū und dem Bahnhof Oyama fahren sie tagsüber einmal stündlich, während der Hauptverkehrszeit ungefähr jede halbe Stunde. Die Watarase-Keikoku-Linie wird von Nahverkehrszügen ungefähr alle ein bis zwei Stunden auf ihrer ganzen Länge bis Matō befahren, ergänzt durch Züge für den Schüler- und Pendlerverkehr bis Ōmama. Hinzu kommen verschiedene touristische Ausflugszüge.
Auf dem nördlichen Bahnhofsvorplatz befindet sich ein Busterminal, der von acht Linien der städtischen Gesellschaft Orihime Bus bedient wird. Von Haltestellen an der Südseite aus verkehren Fernbuslinien mehrerer Anbieter. Etwa 300 Meter nördlich liegt der Bahnhof Nishi-Kiryū, die Endstation der Jōmō-Linie nach Chūō-Maebashi.

## Anlage
Der Bahnhof steht an der Grenze zwischen den zentrumsnahen Stadtteilen Suehirochō im Norden und Tomoechō im Süden, die von Geschäften und öffentlichen Einrichtungen geprägt sind. In der Nähe befinden sich die Wissenschafts- und Technologiefakultät der Universität Gunma, das Okawa-Kunstmuseum, der Kiryūgaoka-Park, der Kiryū-Tenmangū-Schrein, der Miwa-Schrein, der Jakukō-Tempel und der Chūō-Park.  Die auf einem Viadukt befindliche Anlage ist von Nordwesten nach Südosten ausgerichtet und umfasst vier Gleise, die alle dem Personenverkehr dienen. Diese liegen an zwei Mittelbahnsteigen, die beide größtenteils überdacht sind. Das Empfangsgebäude ist in den Viadukt integriert; das Erdgeschoss mit Verkaufseinrichtungen und Touristeninformationszentrum dient gleichzeitig als Verteilerebene und als Nord-Süd-Fußgängerpassage. Der Zugang zu den Bahnsteigen erfolgt mittels Treppen, Rolltreppen und Aufzügen.
Auf dem nördlichen Bahnhofsvorplatz stehen ein Turm, der einem Spinnrad nachempfunden ist, und eine Automatenuhr, die das Volkslied Yagibushi spielt. Ein Springbrunnen und ein Carillon zieren den südlichen Bahnhofsvorplatz.
Im Fiskaljahr 2019 nutzten täglich durchschnittlich 3749 Fahrgäste den Bahnhof.

## Bilder

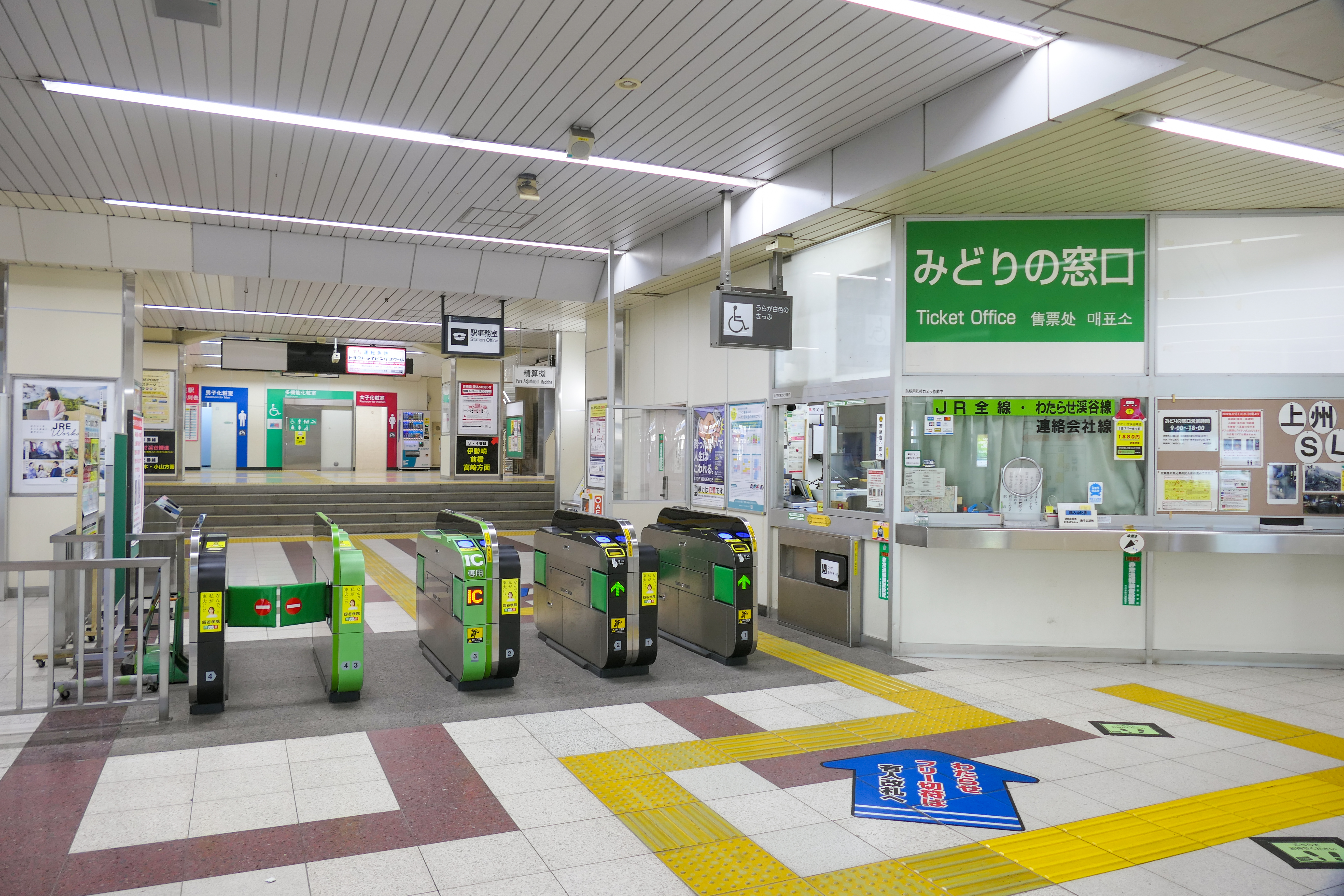
Bahnsteigsperren
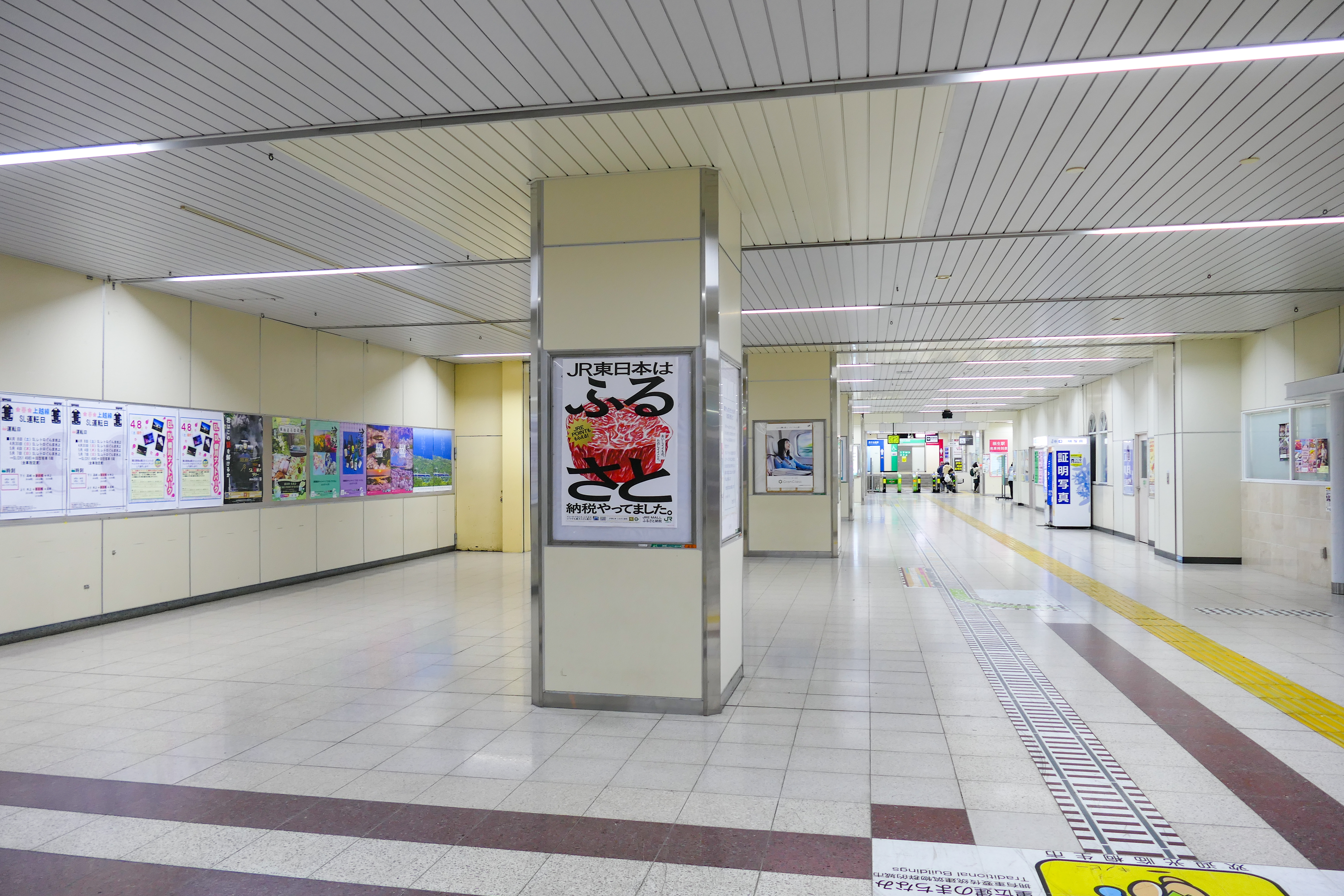
Verbindungskorridor
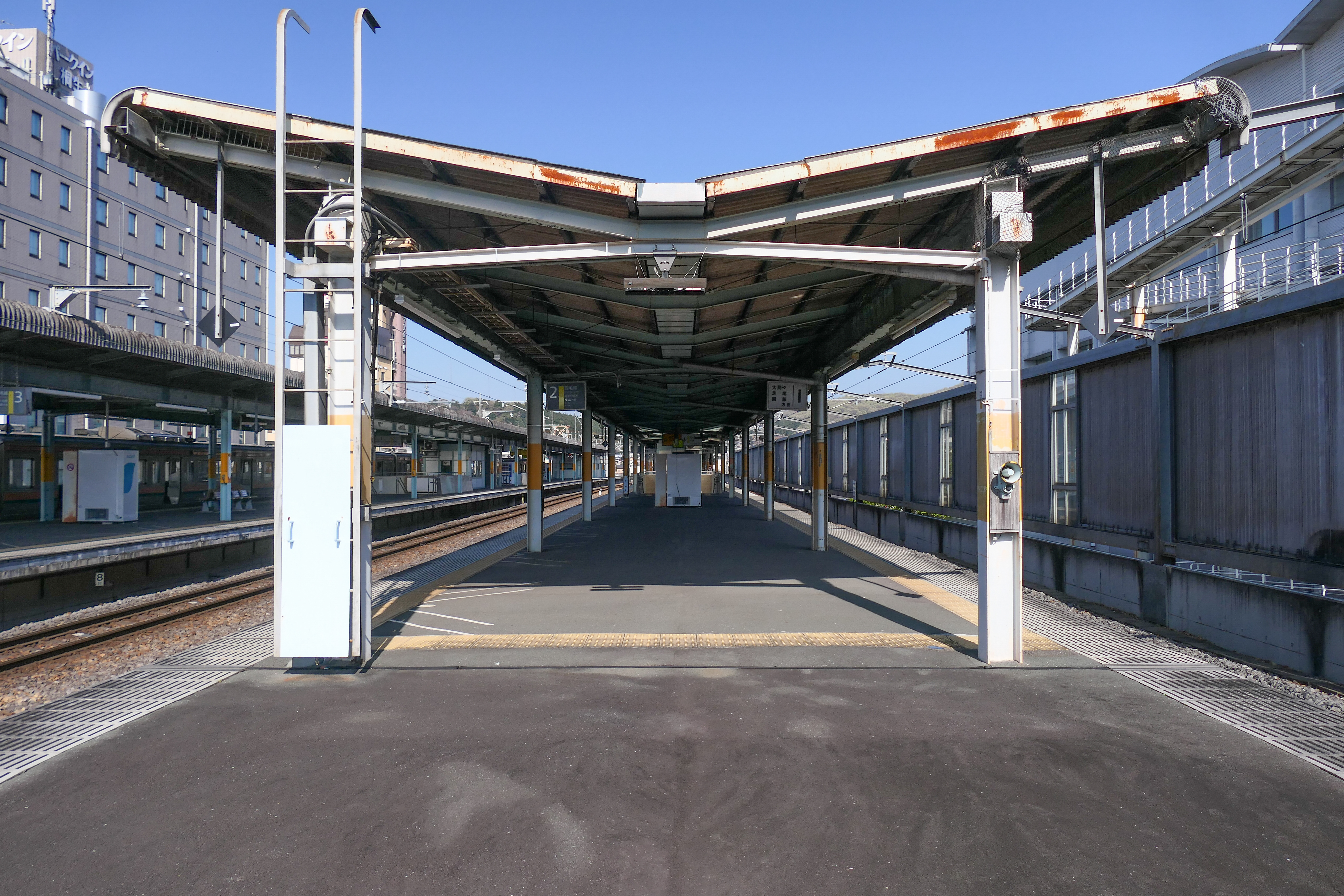
Bahnsteig (Gleise 1/2)
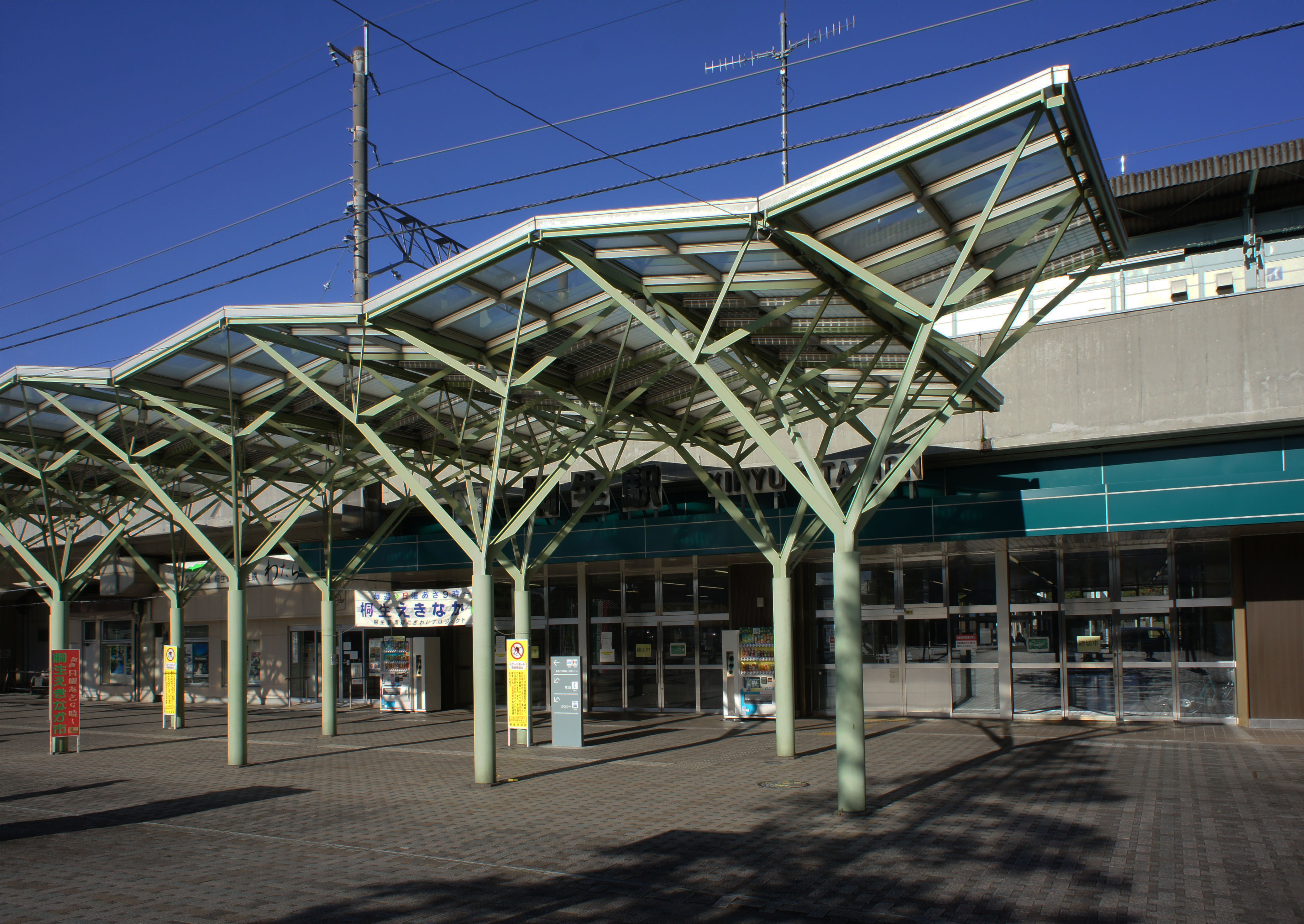
Südeingang

## Gleise
| 1   | ▉ Watarase-Keikoku-Linie | Matō                                          |
| 2   | ▉ Ryōmō-Linie            | Tochigi • Oyama                               |
| 3/4 | ▉ Ryōmō-Linie            | Isesaki • Maebashi • Shin-Maebashi • Takasaki |

## Linien
| Verlauf der Ryōmō-Linie |
| --- |
| Oyama • Omoigawa • Tochigi • Ōhirashita • Iwafune • Sano • Tomita • Ashikaga Flower Park • Ashikaga • Yamamae • Omata • Kiryū • Iwajuku • Kunisada • Isesaki • Komagata • Maebashi-Ōshima • Maebashi • Shin-Maebashi • Ino • Takasakitonyamachi • Takasaki |

| Verlauf der Watarase-Keikoku-Linie |
| --- |
| Kiryū • Shimo-Shinden • Aioi • Undō-kōen • Ōmama • Kami-Kambai • Motojuku • Mizunuma • Hanawa • Nakano • Konaka • Gōdo • Sōri • Haramukō • Tsūdō • Ashio • Matō |

## Geschichte

Gleisplan der Strecken um Kiryū

Die Bahngesellschaft Ryōmō Tetsudō eröffnete den Bahnhof am 15. November 1888, zusammen mit dem von Ashikaga bis hierhin führenden Abschnitt der Ryōmō-Linie. Ein Jahr lang war hier Endstation, bis zur Inbetriebnahme des daran anschließenden Teilstücks nach Maebashi am 20. November 1889. Sieben Jahre später, am 1. Januar 1897, erfolgte die Übernahme der Ryōmō Tetsudō durch die Nippon Tetsudō. Diese wiederum ging als Folge des vom japanischen Reichstag beschlossenen Eisenbahnverstaatlichungsgesetzes am 1. November 1906 in staatlichen Besitz über. Zur Erschließung der Ashio-Kupferbergwerk im oberen Watarase-Tal eröffnete die Bahngesellschaft Ashio Tetsudō am 15. April 1911 den ersten Abschnitt der im Bahnhof Kiryū beginnenden Ashio-Linie (die heutige Watarase-Keikoku-Linie). Sie wurde 1914 fertiggestellt und am 1. Juni 1918 aufgrund der großen wirtschaftlichen Bedeutung für ganz Japan ebenfalls verstaatlicht. Da der Bahnhof allmählich an seine Kapazitätsgrenzen stieß, errichtete das Eisenbahnministerium 1928 ein neues Empfangsgebäude.
Fast acht Jahrzehnte lang war der Bahnhof nur von der Nordseite her erreichbar; dies änderte sich im August 1967 mit der Eröffnung des zusätzlichen Südeingangs. Aus Rationalisierungsgründen stellte die Japanische Staatsbahn am 2. Oktober 1978 den Güterumschlag ein, am 14. März 1985 auch die Gepäckaufgabe. In den 1980er Jahren fanden umfangreiche Bauarbeiten statt, um die Strecke im Zentrum von Kiryū auf einen Viadukt zu verlegen und dadurch zahlreiche niveaugleiche Bahnübergänge aufheben zu können. Der neue südliche Bahnsteig (Gleise 3/4) ging am 7. Oktober 1983 in Betrieb, der nördliche (Gleise 1/2) am 16. Oktober 1985. Im Rahmen der Staatsbahnprivatisierung ging der Bahnhof am 1. April 1987 in den Besitz der neuen Gesellschaft JR East über. Diese trat die Linie ins Watarase-Tal am 29. März 1989 an die Watarase Keikoku Tetsudō ab.